# Левандівка
Леванді́вка — житловий масив у Залізничному районі на західній околиці Львова, відділений від інших районів залізничними магістралями. Розбудований із села, що ввійшло до меж міста 11 квітня 1930 року.
Забудова — малоповерхова початку XX століття (в тому числі дерев'яна), бараки і малоповерхові житлові будинки 1950-х років, багатоповерхівки 1960-х — 1980-х років (9 і 14 поверхів), багатоповерхівки 1990-х — 2010-х років (4 і 10 поверхів). У радянський час район заселявся передовсім залізничниками.
На території Левандівки є селище Жовтневе між Левандівським парком та Левандівським озером, назва якого у 1970-х та 1980-х переносилася на всю Левандівку.
Левандівкою проходить Головний європейський вододіл.

## Історія
Є дві версії походження назви «Левандівка» (пол. Lewandówka). За однією з них, вона походить від прізвища колишніх дідичів Левандовських. За іншою версією, викладеною в «Щасливій історії» Надії Мориквас, назва походить від назви німецької колонії Левендорф (нім. Löwendorf, буквальний переклад — «село левів»), яка існувала тут у XVIII столітті (перша згадка про колонію датується 1778 роком).
1861 року вздовж нинішньої вулиці Широкої проклали відвідний канал від Головного двірця Галицької залізниці імені Карла Людвіга до Білогорського потоку (басейн Дністра). Канал розділяв Левандівку на Верхню (південну) та Нижню (північну).
У східній частині Левандівки, на Янівських блонях, у XIX столітті був великий плац для муштри австрійської армії. У 1843 році на ньому відбулися перші у Львові кінні перегони. Іподром проіснував на цьому місці понад 40 років і пізніше був перенесений на місце автобусного заводу на вулиці Стрийській. 1912 року на його місці створили перше львівське летовище. У 1920-х роках його вирішили закрити, адже через забудову, яка оточувала аеропорт, він не мав можливості для розвитку. У 1929 році летовище перенесли на Скнилів, але в пам'ять про нього залишилася у назвах вулиць: Повітряна (колишня Льотнича), Пілотів, Пропелерна, Моторна, Планерна, Ангарна. 1931 року Левандівка увійшла до меж Львова. У наступному десятилітті з'явився план забудови колишнього летовища, але його реалізація розпочалася лише в 1950-х роках.

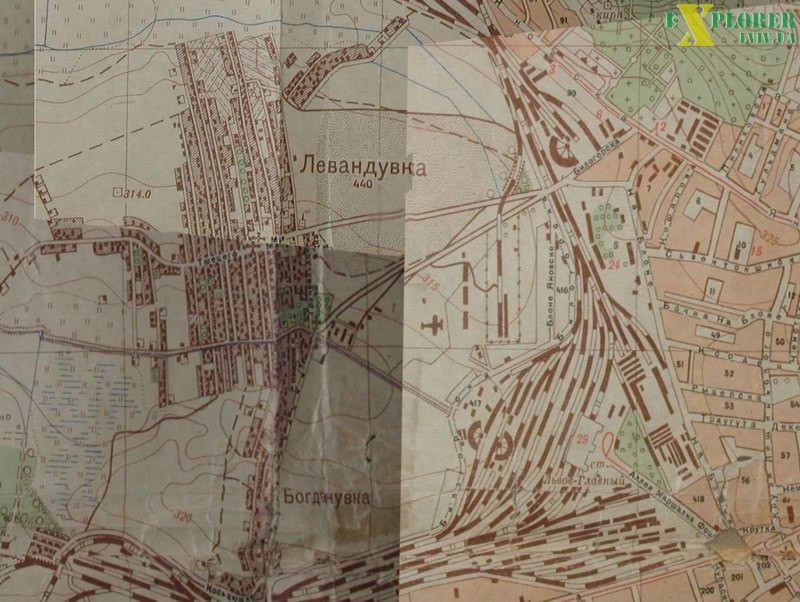
Фрагмент мапи Львова 1929 року з позначенням аеропорту на Левандівці
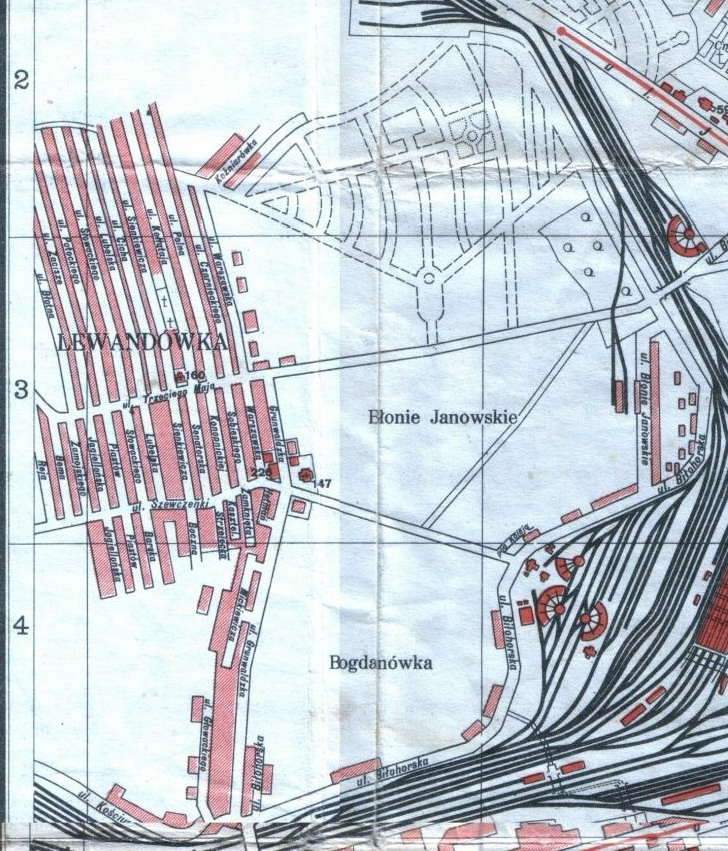
Фрагмент карти Львова з планом розбудови Левандівки (1930-ті)
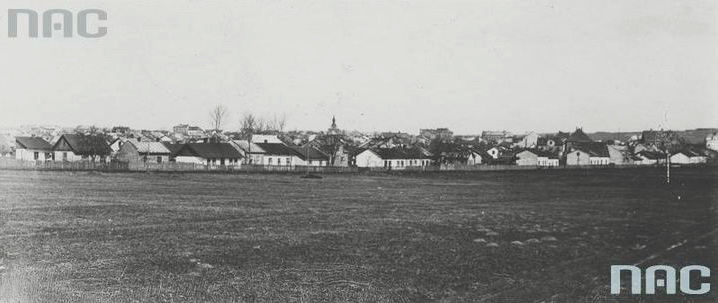
Панорама міжвоєнної Левандівки
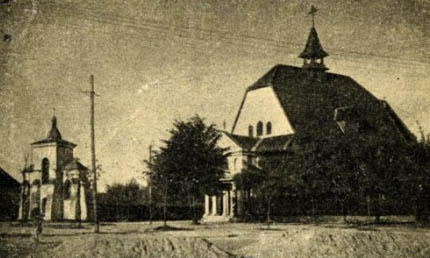
Костел Матері Божої Неустанної Помочі

У 1912 році почала діяльнсть філія польського гімнастичного товариства «Сокіл».
У 1923 році на вулиці Повітряній (на перетині з вулицею Чечета) збудували церкву святого Андрія за проектом українського архітектора Сергія Тимошенка. Згодом поблизу перехрестя сучасних вулиць Сяйво, Широкої та Левандівської за проектом польського архітектора Генрика Заремби збудували дерев'яний костел Матері Божої Неустанної Помочі, а поруч нього — Народний дім товариства «Просвіта». 1946 року костел перетворили на православну церкву Покрови Пресвятої Богородиці, яку розібрали 1960-го.
По закінченню війни на Левандівці розпочали зводити будинки, але переважно барачного типу. У 1950-х — 1980-х роках район активно забудовували житлом, передовсім, для залізничників. У 1950-х роках почалася забудова "селища Жовтневого" одноповерховими з мансардами і двоповерховими блокованими будинками на дві квартири, виконаними за проектами архітекторів Генріха Швецького-Вінецького, Мирона Вендзиловича та Л. Тимченко, які вважались одними з найкращих та найкомфортніших у Львові. Будинки мали плоскі дахи, кутові заокруглені балкони, поєднання у погодженні балконів масиву цегляної кладки і металевих ґраток. Низька якість матеріалів та будівництва і подальші перебудови значною мірою спотворили задум архітекторів. 1950 року в цьому мікрорайоні також закладено парк, у якому поєднано регулярне та ландшафтне планування.
У 1976 році всю Левандівку офіційно назвали «Селищем Жовтневим».
У 1989 році в Жовтневе було прокладено тролейбусну лінію, відкриття якої відбулося 20 липня.
На поч. 1990-х років Жовтневе знову стало Левандівкою.
21 вересня 1991 року на місці розібраної у радянський час церкви Покрови Пресвятої Богородиці відбулося закладення першого каменя під нову православну церкву тієї ж назви, котра була збудована 1996 року за проектом архітектора Романа Сивенького. У 1993–2001 роках на вулиці Широкій збудовано греко-католицьку церкву Вознесіння Господнього.
На Левандівці свого часу мешкали Олександр Скоцень, Марія Мундяк, Володимир Яворський та Микола Княжицький.

## Інфраструктура
З іншими частинами Львова Левандівка сполучена вулицями Сяйво, Левандівською та Курмановича.
Через мікрорайон проходить тролейбусний маршрут № 12 (тепер — № 32), а також має чимало автобусних маршрутів, відповідно до нової транспортної схеми, яка була запроваджена у Львові у 2012 році тут курсують міський автобус № 6Н, маршрутні таксі № 11, 13, 17, 18, 20, 23, 34, 43, а також приміські маршрути № 131, 1001.
На Левандівці функціонує 5 церков: Покрови Пресвятої Богородиці (ПЦУ), Вознесіння Господнього (УГКЦ), святих Андрія та Йосафата (УГКЦ), Святого Духа (УАПЦ) і Преображення Господнього. Крім того, тут є каплиця Пресвятої Діви Марії Чудотворного Медальйона (РКЦ). Також тут розташований Зал Царства Свідків Єгови.

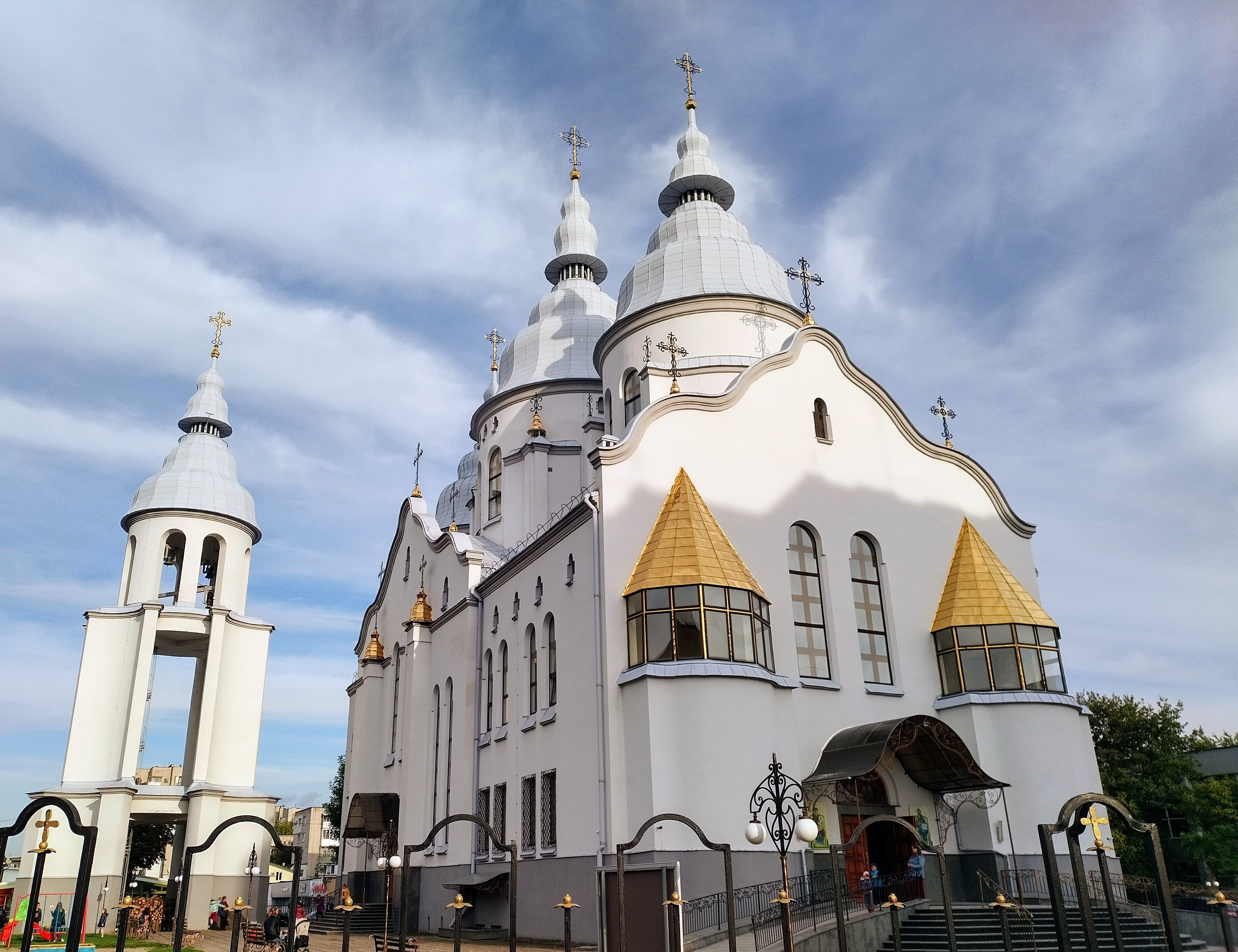
Церква Вознесіння Господнього
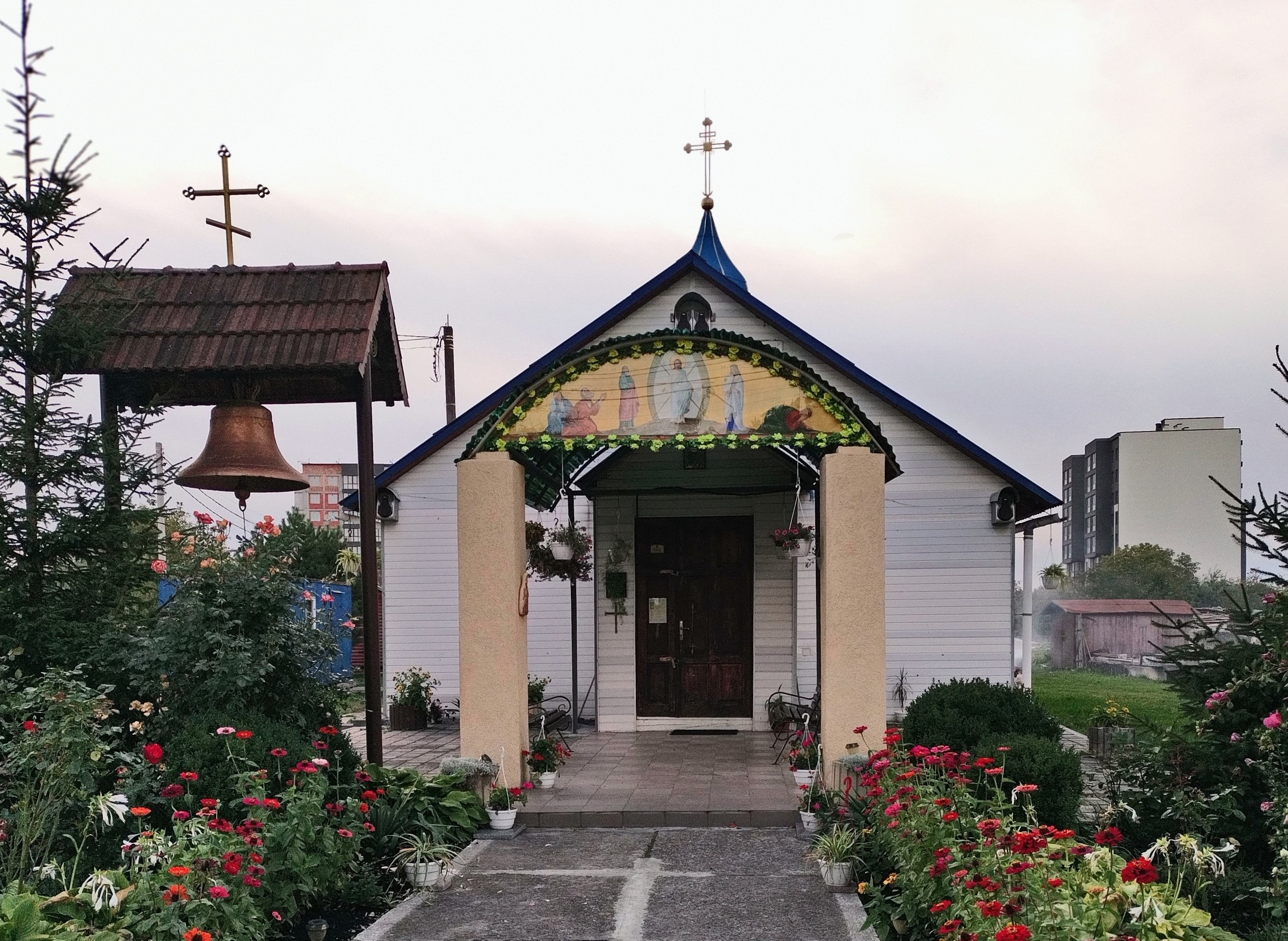
Церква Преображення Господнього
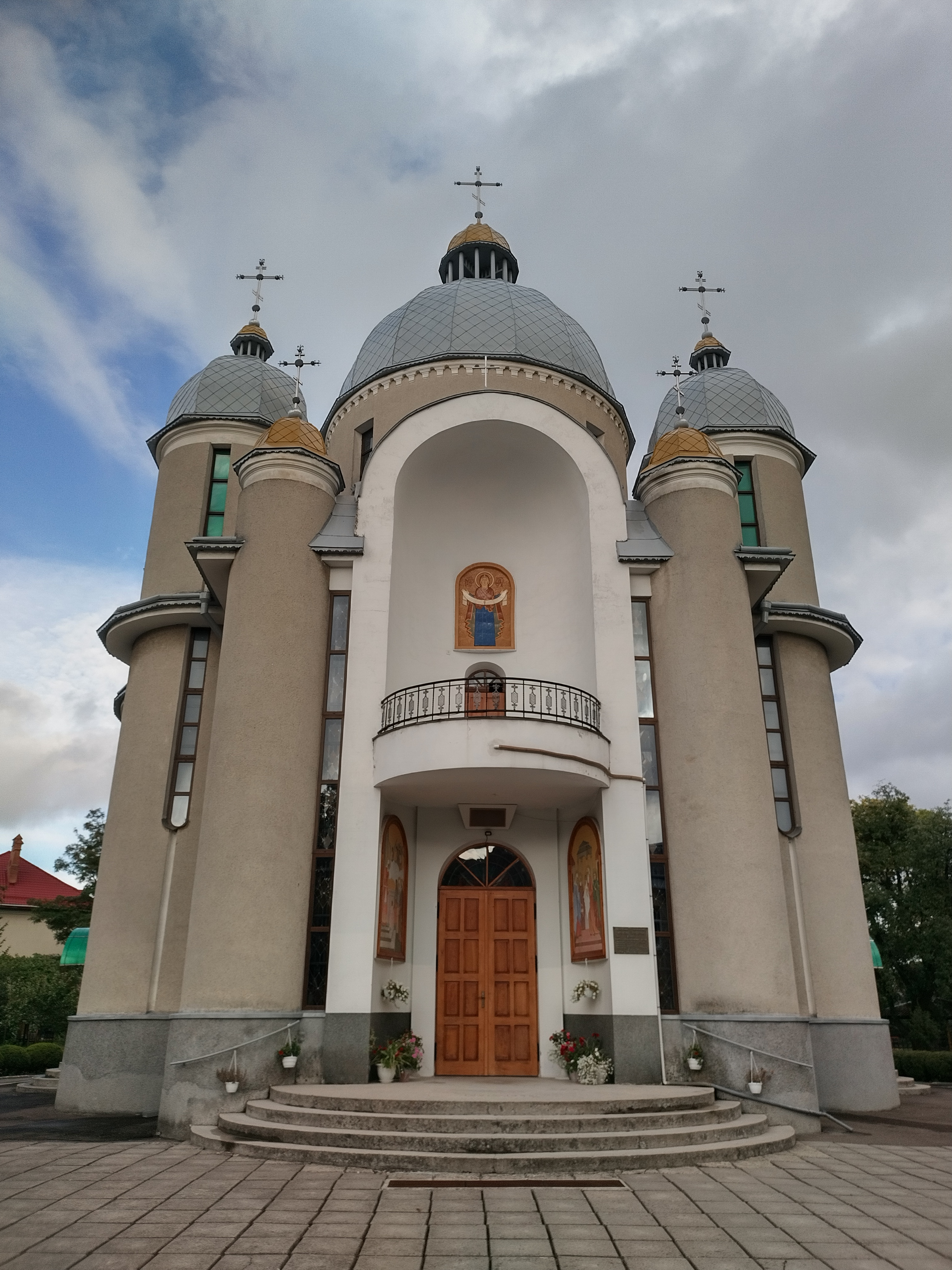
Церква Покрови Пресвятої Богородиці
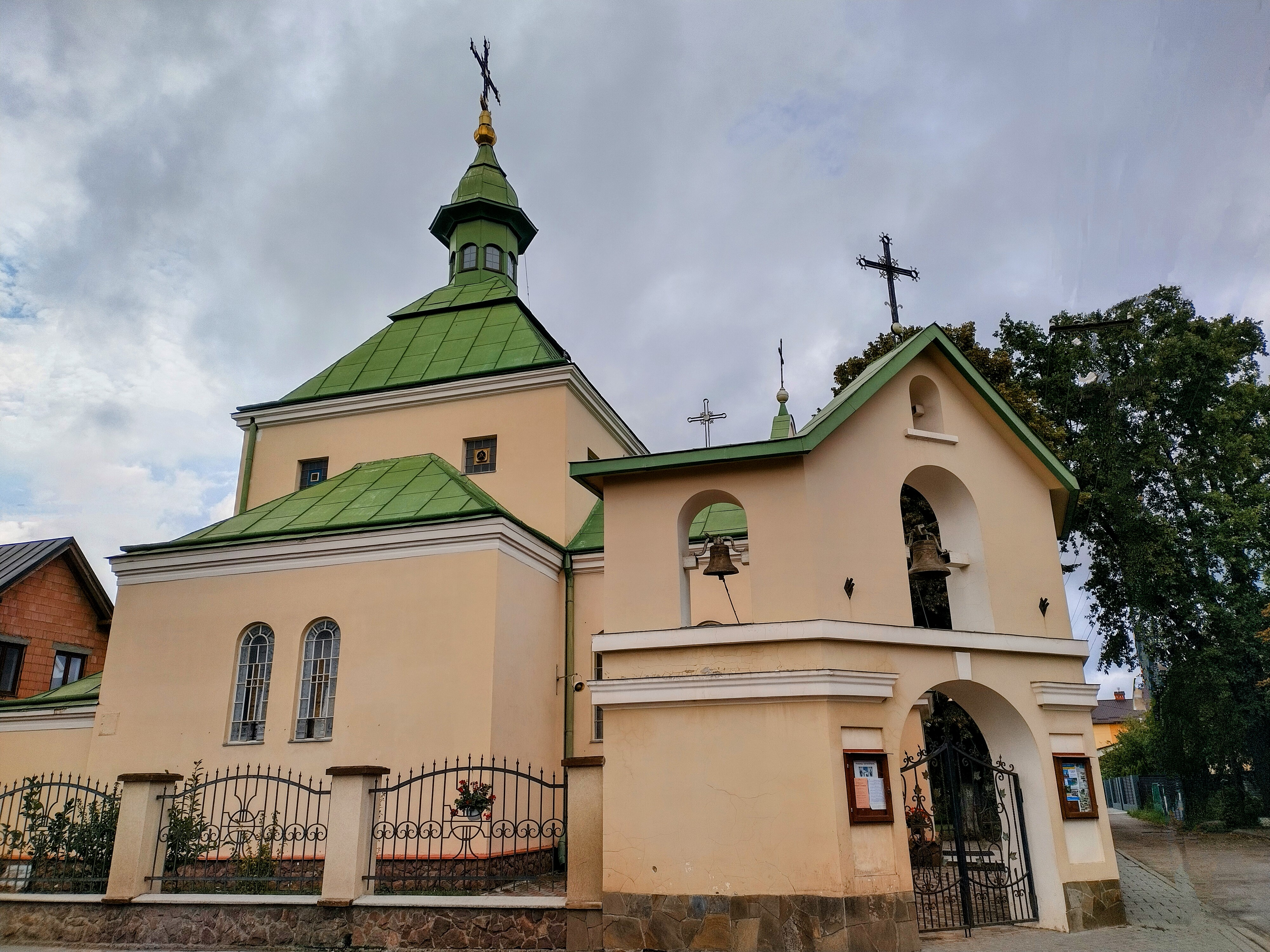
Церква Святого Апостола Андрія і Священномученика Йосафата

У мікрорайоні розташовані Львівський холодокомбінат, Завод залізобетонних конструкцій Львівської залізниці, Львівський міський молочний завод, Львівське казенне експериментальне підприємство засобів пересування і протезування (протезний завод), Львівський керамічний завод; діють Левандівський базар, супермаркети «Вопак», АТБ, «Watsons» та ТЦ «ВАМ». На Левандівці знаходиться 3-тя комунальна міська поліклініка та середні загальноосвітні школи № 65, 67, НВК «Гроно», Львівське вище професійне художнє училище, Львівське міжрегіональне вище професійне училище залізничного транспорту (колишнє ВПУ-52); діють Народний дім мікрорайону Левандівка та культурно-мистецький центр «Супутник». У школі № 67 відкрита секція кіокушинкай-карате.
До північної та північно-західної околиці Левандівки прилягає ландшафтний заказник місцевого значення «Торфовище Білогорща».

## У культурі
У львівського художника Мартина Кітца, що створив багато пейзажів Львова, є полотно під назвою «Левандівка».
Левандівка згадується у «Коляді львівській» польського поета Мар'яна Гемара:
|  | Na Lewandówce, W cichej kołyscy Dziecko maleńkie Jak ptaszyna kwili. Chodźci na palcach, Patrzci si wszyscy, Lwowski Pan Jezus Narodził si w tej chwili. |

Фантасмагоричний образ Левандівки зображено у вірші «Епос про тридцять п'яту хату» в однойменній збірці Віктора Неборака 1999 року, коли в мікрорайон курсував тролейбус № 6:
|  | А тепер мене запакували в шостий тролейбус між бабами сварливими і між хмільними щурами. Стежка долі моєї у хащах. На чатах мій дух. Мій життєпис у цьому місці заляпано ніччю, а соненько спить за горами, Суне сонний тарган, шиби — в папоротях і сузір'ях. Як парома, тягне його мотуззя електирки через міст, понад колії, в його череві — звір я, що від волі відвик. Весь я — згусток липкої електрики. За дверима зупинки — холодний тунель Левандівки з розгалуженнями в підземелля і навислими небесами. Тут почвари на перехрестях виймають з кишень візитівки і припалюють писки. Тут вулиці здерто пасами. Десь отут між фальшивими дороговказами, замаскувавшись під хату пенсійного залізничника, є палац Василіска, просяклий морфічними газами. Тут мене застає не перша й не друга вже ніченька. |

«Левандівка» — назва однієї з пісень шансоньєра Гаріка Кричевського, в якій є декілька згадок про Левандівку:
|  | Переехали на Левандовку В шестьдесят каком-то там году. Приютила мама Левандовка Всю мою веселую семью. Левандовка, жизнь моя воровка, Моя тяжелая судьба. Знает вся братва на Левандовке Хулигана Петю-цыганка. |

Мікрорайон згадується у пісні «То є Львів» гурту «Скрябін»:
|  | Дівка-Левандівка пахне поїздами, Мостами, переїздами і гострими словами… |